# Wieniec śmierci
Wieniec śmierci (łac. corona mortis) – jest to zmienność tętnicza w obrębie tętnicy zasłonowej (arteria obturatoria) oraz tętnicy nabrzusznej dolnej (arteria epigastrica inferior). Przecięcie wieńca śmierci powoduje bardzo trudny do zatrzymania krwotok. Właśnie dlatego ta zmienność została w ten sposób nazwana przez chirurgów.

## Opis
Literatura zagraniczna przedstawia to jako zespolenie tętnicze pomiędzy tętnicą biodrową wewnętrzną (arteria iliaca interna), a tętnicą biodrową zewnętrzną (arteria iliaca externa). Dokładniej odnoga boczna gałęzi łonowej (ramus pubicus) tętnicy zasłonowej (arteria obturatoria), odchodzącej od tętnicy biodrowej wewnętrznej łączy się z gałęzią zasłonową (ramus obturatorius), gałęzi łonowej (ramus pubicus) tętnicy nabrzusznej dolnej, (arteria epigastrica inferior) odchodzącej od tętnicy biodrowej zewnętrznej.

## Lokalizacja
To zespolenie znajduje się za gałęzią górną kości łonowej, w odległości 40-96 mm od spojenia łonowego.

## Występowanie
Ta zmienność występuje u Europejczyków w 28,2% przypadków.